# Base navale de New York
Naval Station New York
La Base navale de New York (en anglais : Naval Station NewYork), était une base navale de l'US Navy située à  Staten Island à New York qui a fermé en 1994.

## Historique
Ouverte en 1990, elle faisait partie du programme Strategic Homeport (en) de l'administration Reagan.
La station navale avait deux sections : 
- un port d'attache stratégique à Stapleton où les navires accostaient,
- un grand secteur occupant Fort Wadsworth, où se trouvaient des bureaux administratifs et des logements pour célibataires et familles. Comprenant environ 108 ha avec quelque 26 000 m2 de bureaux, la station navale abritait également le NAVRESSO (Navy Resale and Services Support Office). Le NAVRESSO a ensuite déménagé à Norfolk, en Virginie.

Une jetée a été construite pour accueillir les navires de guerre d'un groupe d'action de surface. La jetée a ensuite été nommée en l'honneur des Frères Sullivan. Les navires qui ont appelé la jetée ainsi comprenaient : les frégates USS Donald B. Beary (FF-1085), USS Ainsworth (FF-1090) et USS Oliver Hazard Perry (FFG-7) et au moins un croiseur, l'USS Normandy (CG- 60). La base devait être le port d'attache du cuirassé USS Iowa (BB-61) jusqu'à ce qu'une explosion dans l'une des tourelles entraîne la mise hors service du navire. La région est encore connue familièrement sous le nom de The Homeport.
La fermeture de la base navale de New York a été recommandée dans le cadre de la commission de réalignement et de fermeture de la base de 1993, car elle était jugée trop petite, trop chère pour loger du personnel et rendue inutile avec des coupes budgétaires dans la marine. Elle a été fermée en 1994. Fort Wadsworth a été remis au ministère de l'Intérieur en 1995 et est administré dans le cadre de la Gateway National Recreation Area. La zone de la jetée de Stapleton a été confiée à la ville de New York. La zone autour de la jetée est en cours de conversion en un quartier riverain à usage mixte appelé Stapleton Homeport. Une nouvelle station pour le bateau-pompe Fire Fighter II (en) a ouvert sur la jetée en 2012, et la jetée est également toujours utilisée par l'US Navy lors des célébrations annuelles de la Fleet Week (en) à New York.